# Eberhard I. Kämmerer von Worms
Eberhard I. Kämmerer von Worms zu Bechtoldsheim (* um 1500, genannt ab 1520; † 19. April 1559) war der letzte des Familienzweiges der Kämmerer von Worms zu Schloss Herrnsheim.

## Herkunft und Familie
Eberhard I. war ein Sohn von Wolfgang V. Kämmerer von Worms (* 1469 oder 1470, † 24. Februar 1549), kurpfälzischer Amtmann in Oppenheim und von Elisabeth, Tochter von Eberhard Vatzer von Geispitzheim und Lisa von Ingelheim.
Eberhard I. heiratete zweimal, das erste Mal am 28. November 1531 Ursula, Tochter von Frowin von Hutten und Kunigunde von Hattstein. Ursula starb am 19. April 1555. Sie wurde in St. Peter in  Herrnsheim (heute: Worms) bestattet. Nach dem Tod seiner ersten Frau heiratete Eberhard I. ein zweites Mal, nämlich Anna von Wernau (genannt ab 1519). Sie fand ihre letzte Ruhestätte ebenfalls in St. Peter in Herrnsheim.
Aus der ersten Ehe gab es einen Sohn, Philipp VI. (* 1532; † 6. September 1559), der lange Zeit krank war und knapp drei Wochen vor seinem Vater, ohne Nachkommen starb.

## Wirken
Eberhard I. war einer der wenigen aus der Familie der Kämmerer von Worms, der lutherisch wurde. Da ihm sein Vetter, Wolfgang V., die Besetzung der Pfarrstelle in Wallhausen übertragen hatte, präsentierte er dort am 16. Februar 1549 den ersten evangelischen Pfarrer.

## Ab- und Nachleben
Eberhard I. hatte in dieser Situation 1557 ein Testament vor einem kaiserlichen Notar verfasst, das aus dem überwiegenden Teil seines Vermögens – er bezog Einkünfte aus mehr als 60 Orten – einen Fideikommiss bildete zu dessen Nutznießer er Georg (Jörg), einen entfernten Cousin aus dem Familienzweig derer von Dalberg einsetzte. Mit Eberhard I. erlosch der vorletzte Zweig der Familie der Kämmerer von Worms. Nun bestand nur noch die Familie von Dalberg. Eberhard I. wurde neben seiner ersten Frau und dem vorverstorbenen Sohn in der Pfarrkirche von Herrnsheim beigesetzt. Auch seine zweite Frau erhielt dort später ihre letzte Ruhestätte.
1560 fochten zwei Nichten des Verstorbenen das Testament – ohne Erfolg – an, denn das Vermögen ging auf Georg über.
Auf der Grabplatte von Eberhard I. in der Pfarrkirche von Herrnsheim, einer Platte mit einem Flachrelief, die erhalten ist, steht als Sterbejahr „1561“. Angesichts des Erbstreits 1560 handelt es sich dabei um einen Irrtum.